# بزرگراهی به جهنم (ترانه)
«بزرگراه به جهنم» تک‌آهنگی از ای‌سی/دی‌سی است که در سال ۱۹۷۹ میلادی منتشر شد. این تک‌آهنگ در آلبوم بزرگراه به جهنم قرار داشت.
این تک‌آهنگ در چارت‌های اسکاتلند، بریتانیا جزو ده ترانه اول قرار گرفت.